# Georg Uschmann
Georg Uschmann (* 18. Oktober 1913 in Naumburg; † 23. September 1986 in Jena) war ein deutscher Wissenschaftshistoriker und Direktor des Archivs der Leopoldina.

## Leben
Uschmann studierte von 1933 bis 1939 an der Universität Jena Zoologie und Botanik sowie Geschichte, Philosophie und Leibesübungen. Im Jahr 1937 wurde er Mitglied der NSDAP. 1938 war er Assistent am Ernst-Haeckel-Haus (EHH) Jena, dem damaligen „Institut für Geschichte der Zoologie, insbesondere der Entwicklungslehre“ unter der Leitung von Victor Franz. 1939 schloss er das Studium mit der Arbeit Der morphobiologische Vervollkommnungsbegriff bei Goethe und seine problemgeschichtlichen Zusammenhänge ab. Ab 1940 war er als Soldat im Zweiten Weltkrieg, zuletzt als Hauptmann eingesetzt.
Bis 1950 war er in sowjetischer Gefangenschaft und kehrte anschließend ans Ernst-Haeckel-Haus zurück. 1952 wurde er Oberassistent. 1959 erfolgte die Habilitation.
Er wurde Dozent für Geschichte der Biologie und war von 1959 bis 1979 Direktor des Ernst-Haeckel-Hauses. Ab 1962 war Uschmann zugleich Professor mit Lehrauftrag und ab 1965 ordentlicher Professor für Geschichte der Naturwissenschaften an der Friedrich-Schiller-Universität Jena. 1963 war er Prodekan der Mathematisch-naturwissenschaftlichen Fakultät.
1964 wurde er Mitglied der Deutschen Akademie der Naturforscher Leopoldina und 1967 Direktor des Archivs der Leopoldina. Er war Korrespondierendes Mitglied der Académie internationale d’histoire des sciences.

## Arbeitsgebiete und Werke
Das Werk von Ernst Haeckel, Charles Darwin, Jean-Baptiste de Lamarck, Carl Gegenbaur, Friedrich Rolle, Daniel Gottlieb Messerschmidt und Caspar Friedrich Wolff; Biologie der Goethe-Zeit, Geschichte der Zoologie, insbesondere der Phylogenetik und der Entwicklungslehre; Akademiegeschichte.

## Ehrungen
1978 erhielt er die Verdienst-Medaille der Leopoldina.
1997 wurde der Georg-Uschmann-Preis für Wissenschaftsgeschichte vom Ehepaar Eugen und Ilse Seibold gestiftet, der im Abstand von zwei Jahren anlässlich der Jahresversammlung der Leopoldina für eine hervorragende Dissertation auf den Gebieten der Wissenschafts- oder Medizingeschichte verliehen wird.

## Schriften
- Der morphologische Vervollkommnungsbegriff bei Goethe und seine problemgeschichtlichen Zusammenhänge. (= Dissertation Universität Jena) G. Fischer, Jena 1939, OCLC 250644949.
- Ernst Haeckel – Forscher, Künstler, Mensch. Briefe, ausgewählt und erläutert. Urania-Verlag, Jena 1954, OCLC 838609271.
- Geschichte der Zoologie und der zoologischen Anstalten in Jena 1779–1919. G. Fischer, Jena 1959, OCLC 2353239.
- Über die Beziehung zwischen Albert Koelliker und Ernst Haeckel. In: NTM-Schriftenreihe. Band 11, 1974, Nr. 1, S. 80–89.
- Ernst Haeckel. Biographie in Briefen. Prisma Verlag, Gütersloh 1984, ISBN 3-570-09027-2.